# کاربن (شیمی)

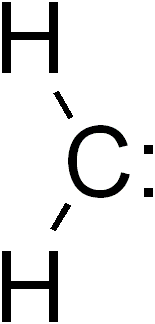
متیلن ساده‌ترین کاربن است.

کاربن(به انگلیسی: Carbene) در علم شیمی به ترکیباتی گفته می‌شود که از یک اتم خنثی کربن با دو الکترون به اشتراک گذاشته نشده، تشکیل شده باشد.فرمول کلی این ترکیبات به صورت R-(C:)-R' یا C=R: می‌باشد.
کاربن‌ها به فرم یکتایی(Singlet) و سه تایی (Triplet) وجود دارند . کاربن سه تایی نسبت به کاربن یکتایی پایدارتر می‌باشد غالباً در زمان متولد شدن کاربن‌ها به فرم یکتایی وجود دارند و اگر به آن‌ها زمان داده شود به فرم پایدارتر (سه تایی) تبدیل می‌شودند از این رو زمانی که واکنش در محیط مایع انجام میشود چون فواصل بین مولکول‌ها بسیار کم است کاربن فرصت تبدیل شدن به فرم سه تایی را نخواهد داشت و به فرم یکتایی عمل می‌کند و اگر واکنش در محیط گازی انجام شود چون فاصله بین مولکول‌ها زیاد می‌باشد بنابراین کاربن فرصت تبدیل شدن به فرم پایدارتر را دارد و خود را به صورت سه تایی در می‌آورد . نکته دیگری که در مورد کاربن‌ها دارای اهمیت می‌باشد این است که کاربن‌های یکتایی به صورت فضاویژه(یک محصول 100 درصد تولید می‌شود) در واکنش‌های شیمیایی شرکت می‌کنند در حالی که کاربن‌های سه تایی به صورت فضاگزین(دو محصول تولید می‌شود ولی یکی از محصولات ، محصول اصلی می‌باشد) عمل می‌کنند .
کاربن‌ها از دیازومتان در حضور حرارت یا در معرض نور به دست می ایند و این واکنش در حضور مس کاتالیز می‌شود.